# 田村長祇
田村 長祇（たむら ながまさ、天正19年（1592年）-正保4年2月21日（1647年3月27日））は江戸時代初期の医師で江戸幕府奥医師。寛永諸家系図伝編纂当時の田村安栖家当主。諱は長有（ちょうゆう）、長祇。通称は長九郎。号は安栖。僧位は法印。官名は治部卿。石高330石余。父は田村安栖法印長頥。弟は田村長衞（助太郎）、長矩（傳右衛門）。子は田村長眞（安栖）。

## 生涯
後北条氏の侍医で小田原城下に住んでいた祖父の長傳や父の長頥が駿府城から江戸城に移ってきた徳川家康に仕えた翌年に出生し、徳川秀忠に近侍する。
慶長10年10月9日（1605年11月19日）の父の死により奥医師と家督を継ぎ、父同様に法印に叙任される。なお、田村安栖家当主で法印に叙任された最後の人物となる。後に治部卿に叙任される。
慶長19年（1614年）と慶長20年（1615年）に起きた二度の大坂の陣に従軍し、秀忠が元和9年（1623年）に京都に上洛するとこれに供奉して昇殿を許される。寛永18-20年（1641年-1643年）に編纂された寛永諸家系図伝では「長有」として掲載されており、寛永諸家系図伝以降に諱を長祇に変えたようで、寛政重修諸家譜編纂時期の系図では「長祇」としていると寛政重修諸家譜に記されている。
走水奉行を勤めた弟の長衞が正保4年2月4日（1647年3月10日）が亡くなるが、それから間もなく長祇も死去する。享年56。法名は長祇。墓所は代々の葬地とされる下谷広徳寺。家業と家督は子の長眞が継ぐ。